# United National Congress
Lo United National Congress è un partito politico trinidadiano.

## Risultati elettorali
| Elezione          | Voti    | %     | Seggi   |
| ----------------- | ------- | ----- | ------- |
| Parlamentari 1991 | 151.046 |       | 13 / 36 |
| Parlamentari 1995 | 240.372 |       | 17 / 36 |
| Parlamentari 2000 | 307.791 |       | 19 / 36 |
| Parlamentari 2001 | 279.002 |       | 18 / 36 |
| Parlamentari 2002 | 284.391 |       | 16 / 36 |
| Parlamentari 2007 | 194.425 |       | 15 / 41 |
| Parlamentari 2010 | 432.026 |       | 29 / 41 |
| Parlamentari 2015 | 290.066 |       | 17 / 41 |
| Parlamentari 2020 | 309.188 | 47,09 | 19 / 41 |